# NGC 1601
NGC 1601 è una galassia lenticolare vista di taglio, situata nella costellazione dell'Eridano, a una distanza di circa 237 milioni di anni luce dalla nostra Via Lattea.

## Scoperta
La galassia è stata scoperta il 14 gennaio 1849 dal fisico irlandese George Stoney.

## Descrizione
Dato il valore della sua luminosità superficiale pari a 11,94, NGC 1601 può essere inclusa tra le galassie che presentano una elevata luminosità superficiale.
Nella stessa regione di cielo sono presenti anche le galassie NGC 1600, NGC 1603, NGC 1606 e IC 373.